# Hardinfo
Hardinfo2 es  un software que muestra información detallada sobre la computadora en la que se está ejecutando. Fue desarrollado por Leandro AF Pereira en 2003.
Fue integrado en los paquetes de la distribución Debian GNU/Linux por Agney Lopes Roth Ferraz el 9 de junio de 2006. Desde entonces, ha sido una herramienta ampliamente utilizada por los administradores de sistemas.
Hardinfo se basa en archivos del directorio /proc para extraer esta información.

## Funcionamiento
Hardinfo muestra las especificaciones técnicas del PC, información detallada sobre los dispositivos conectados, información de la red y el rendimiento, y permite generar un informe en formato HTML o archivo de texto.
Incluye también información sobre la temperatura.
El programa puede ser usado desde la línea de comandos para generar un reporte, el que será mostrado en pantalla:
```
hardinfo -r
```